# Marquitta
Marquitta è un film muto diretto nel 1927 da Jean Renoir.
Lo si considera andato perduto.

## Trama
Vlasco de Décarlie, un principe slavo, soprannominato "Coco", si innamora di una cantante di strada, Marquitta. Egli non dà importanza alle differenze di classe e cerca di trasformare la giovane in un'artista di successo. La scoperta del furto di un gioiello lo fa adirare a tal punto che la caccia lontano dalla sua casa. Il tempo passa e Vlasco, perduto il suo regno, si guadagna a malapena da vivere, cantando per una modesta orchestra, a Parigi. Marquitta lo ritrova, lo conforta e gli restituisce il gioiello rubatogli. Lui esplode in una nuova scenata di collera ed è Marquitta stavolta a cacciarlo. Tuttavia lo ama e lo salva dal suicidio, fornendogli anche la prova che l'autore del furto non era altri che suo padre adottivo e per evitargli la prigione se ne era addossata la colpa. Marquitta, divenuta una grande vedette, non sogna che di riconciliarsi con Vlasco.

## Produzione

### Riprese
Il film fu girato nell'inverno del 1926: gli interni negli studi Gaumont e Buttes Chaumont e gli esterni a Nizza (sulla moyenne corniche)

### Prima
La prima si ebbe il 13 settembre 1927 al cinema Aubert-Palace di Parigi.

## Renoir racconta
«La regia di Marquitta per me avrebbe dovuto dire varcare la frontiera e entrare nel cinema commerciale...passai dalle file del cinema d'avanguardia all'industria. Marquitta presenta ai miei occhi un'altra caratteristica molto importante. È stato il primo film che ho girato senza Catherine».*